# Центора-Юрт
Центора-Юрт (Но́во-Центоро́й, чечен. Керла-ЦIоьнтара) — село в Грозненском районе Чеченской Республики. Административный центр Центора-Юртовского сельского поселения.

## География
Село расположено на левом берегу реки Аргун, в 3,5 км к востоку от города Грозный.
Ближайшие населённые пункты: на севере — село Беркат-Юрт, на юго-востоке — город Аргун на юге — сёла Комсомольское и Примыкание и на северо-западе — посёлок Ханкала.

## История
Село Новый Центорой основано в 1989 году на землях госхоза «Советская Россия», как населённый пункт переселенцев из села Центарой, оказавшегося в зоне оползня. Современное название закрепилось в 2000-е годы.

## Население
| 1990  | 2002  | 2010  | 2012  | 2013  | 2014  | 2015  |
| ----- | ----- | ----- | ----- | ----- | ----- | ----- |
| 567   | ↗2280 | ↗2770 | ↗2875 | ↗2924 | ↘2904 | ↗2975 |
| 2016  | 2017  | 2018  | 2019  | 2020  | 2021  | 2023  |
| ↗3048 | ↗3080 | ↗3165 | ↗3256 | ↗3346 | ↗3728 | ↗3804 |
| 2024  |       |       |       |       |       |       |
| ↗3851 |       |       |       |       |       |       |